# Тяв і Гав (мультфільм)
«Тяв і Гав» (рос. «Тяв и Гав») — анімаційний фільм 1967 року Творчого об'єднання художньої мультиплікації студії Київнаукфільм, режисер — Ніна Василенко.

## Сюжет

Кадр з мультфільму «Тяв і Гав»

На подвір'ї на охороні два песики — Тяв і Гав. Вони старанно стережуть мед, і не підпускають ні півника, ні свинку до меду. І ось прийшов величезний ведмідь, почав ламати дерева у саду, зривати плоди, а потім дорвався і до пасіки. Що ж будуть робити Тяв і Гав, вони ж суттєво менші у порівнянні з ведмедем? Песики вбережуть мед, який охороняють, і від ведмедя.

## Над мультфільмом працювали
- Автор сценарію: Григорій Колтунов
- Композитор: Юдіф Рожавська
- Режисер: Ніна Василенко
- Художник-постановник: Юрій Скирда
- Аніматори: Єфрем Пружанський, Марк Драйцун, Анатолій Солін, Ніна Чурилова
- Оператор: Анатолій Гаврилов
- Звукооператор: Ірина Чефранова
- Редактор: Світлана Куценко
- Директор: А. Коваленко